# Калист I Константинополски
Калист I (на гръцки: Κάλλιστος Α΄) е византийски духовник, вселенски патриарх през 1350 – 1353 и 1355 – 1363 година.
Сведенията за първите години от живота му са оскъдни. Ученик на Григорий Палама и Григорий Синаит, той прекарва 28 години като монах във Филотеевия манастир в Света гора. През 1350 година е избран за патриарх на Константинопол, и се проявява като енергичен привърженик на исихазма, приет от свикан от него събор за непротиворечащ на православието. Автор на Калистовият животопис на Теодосий, който е негов съученик и сподвижник. През 1353 година отказва да короняса претендента за императорския трон Матей Кантакузин и е отстранен от патриаршеския пост, но през следващата година отново го заема.
През 1363 година патриарх Калист е изпратен от император Йоан V Палеолог да търси помощ срещу османците от намиращата се в Сяр вдовица на сръбския крал Стефан Душан Елена Българска, но умира по пътя от Света гора към Сяр.